# Мадалена (Паредеш)
Мадалена (порт. Madalena) — район (фрегезия) в Португалии, входит в округ Порту. Является составной частью муниципалитета Паредеш. По старому административному делению входил в провинцию Дору-Литорал. Входит в экономико-статистический субрегион Тамега, который входит в Северный регион. Население составляет 1725 человек на 2001 год. Занимает площадь 1,16 км².
Покровителем района считается Мария Магдалина (порт. Santa Maria Madalena).